# Кора (тайфун, 1966)
Тайфун Кора, также известный в Японии как 2-й тайфун Мияко (яп. 第2宮古島台風) — тайфун, обрушившийся на острова Рюкю в 1966 году.

## Метеорологическая история
В 18:00 UTC 28 августа к востоку от Северных Марианских островов образовался тропический циклон. Первоначально циклон дрейфовал на юго-восток, но рано утром следующего дня начал изгибаться на юго-запад. Поздней ночью 29 августа он прошёл над южной оконечностью Гуама и лагуной Кокос. Рано утром 30 августа циклон замедлил свое течение и начал плавно поворачивать на запад-северо-запад. К 00:00 UTC 31 августа циклон достиг интенсивности тропического шторма и начал двигаться на северо-запад. Неуклонно усиливаясь при этом, тропический шторм Кора достиг интенсивности тайфуна к 00:00 UTC 1 сентября. В это время начался период быстрого усиления тайфуна Кора: его центральное давление упало на 45 миллибар за 24 часа, начиная с от 970 мб до 925 мб. В тот же период, между 00:00 UTC 1–2 сентября, тайфун Кора увеличил максимальную скорость ветра с 137 км/ч до 233 км/ч. Значительно усилившись, тайфун Кора в течение следующих 36 часов постепенно снижал скорость и отклонялся на запад-северо-запад. В этот период тайфун Кора достиг максимальной силы ветра, равной силе минимального супертайфуна по шкале классификации Объединённого центра предупреждения о тайфунах. В 12:00 UTC 3 сентября он повернул на запад и поддерживал скорость ветра 240 км/ч ещё 24 часа. Ночью 4 сентября тайфун Кора начал ещё один поворот на запад-северо-запад и усилился до того, что эквивалентно тайфуну 5-й категории по шкале ураганов Саффира — Симпсона; однако этой классификации не существовало до тех пор, пока шкала не была впервые разработана в 1970-х годах, а затем использовалась задним числом для оценки прошлых штормов. Незадолго до полуночи по всемирному координированному времени 5 сентября тайфун Кора прошёл всего в 8 км к юго-западу от острова Мияко, его северная стена глаза воздействовала на остров в течение нескольких часов. Во время этого прохода центральное давление в тайфуне Кора упало до 918 мбар, что являлось самым низким показателем за всё его существование. Однако максимальная скорость ветра в 282 км/ч тайфун Кора не достигал ещё 12 часов, до 12:00 UTC 5 сентября.
Достигнув пика такой интенсивности, тайфун Кора продолжил движение с запада на северо-запад в сторону материкового Китая; около полуночи по всемирному координированному времени 6 сентября его глаз прошёл в 32 км к юго-западу от островов Сенкаку. Между 12:00 UTC 5 сентября и 00:00 UTC 6 сентября сила тайфуна Кора на короткое время колебалась, его скорость ветра менялась от 257–282 км / ч; однако в целом он сохранял свою интенсивность и оставался на уровне категории 5 ещё один день, до 00:00 UTC 7 сентября, после того как в общей сложности он провел на этом уровне 42 часа. Где-то до 00:00 по всемирному координированному времени 7 сентября тайфун Кора обрушился на сушу в провинции Фуцзянь, Китай, с расчетной скоростью ветра 260 км/ч, что сделало его одним из двух тайфунов категории 5, обрушившихся на сушу в Китайской Народной Республики. После выхода на сушу тайфун Кора быстро потерял интенсивность тайфуна и повернул на северо-восток. Он прошёл недалеко от Цзиньхуа, Ханчжоу и Сучжоу; к тому времени, когда он подошёл к Сучжоу, он уже был остаточным минимумом. 8 сентября остатки тайфуна повернули на северо-восток, над Восточно-Китайским морем, и подошли к Корейскому полуострову. Вскоре после 06:00 UTC 9 сентября он поразил провинцию Чхунчхон-Намдо в Республике Корея. Рассеяние произошло внутри страны шестью часами позже.

## Подготовка и влияние
Когда тайфун приблизился к острову Окинава, полеты на остров были отменены на пять дней, в результате чего около 1000 морских пехотинцев США остались в Южном Вьетнаме. Морские пехотинцы должны были прибыть на Окинаву, в свой плацдарм, но вместо этого в 1966 году их отправили в лагерь в Дананге, части южновьетнамской территории.
На юге островов Рюкю тайфун Кора считался самым разрушительным тайфуном как минимум за 75 лет. Там мощные ветры и волны шторма разрушили 520 домов на островах Мияко и Исигаки. Сильнейшие повреждения произошли на Миякодзиме; шторм также повредил 1400 домов, в результате чего 2363 человека остались без крова. Большинство из них были деревянными постройками, конструкция которых была нарушена после того, как с них сорвали крышу. Стальные конструкции также получили значительные повреждения, в то время как железобетонные здания пострадали меньше всего. На острове японская метеорологическая обсерватория зафиксировала устойчивый ветер со скоростью 219 км / ч, с максимальным порывом ветра 307 км/ч. Пиковый порыв ветра по-прежнему является официальной самой высокой скоростью ветра, когда-либо зарегистрированной в Японии. Самое низкое давление на острове Мияко в 928,9 мбар было зарегистрировано в 10:01 по местному времени 5 сентября. Всего во время тайфуна Кора выпало 296,1 миллиметра дождя. Кроме того, было уничтожено до пяти пятитонных кораблей и ещё четыре получили повреждения. Сильный шторм, достигший максимальной интенсивности возле Миякодзимы, также разрушил одну из двух радиолокационных баз, и сообщалось о значительном повреждении посевов; более поздние оценки показали, что 70% сахарного тростника на острове было уничтожено. Общие убытки от Миякодзимы и Исигаки достигли 30 миллионов долларов (по курсу 1966 года). Сообщалось о пяти ранненых.
Медленно двигаясь мимо южных островов Рюкю, Кора атаковал регион более 30 часов. В результате 6000 жителей остались без крова. Масштаб ущерба варьировался по всему острову, причем Уэномура понес самые большие потери. Из 821 дома общины 90,1 процента были серьёзно повреждены или разрушены. На острове была уничтожена радиолокационная станция ВВС США. На соседнем острове Исигаки, где порывы ветра достигали 162 км/ч, был разрушен 71 дом, а ещё 139 получили серьёзные повреждения.
На соседнем Тайване (тогда он назывался Формоза) тайфун Кора вызвал сильные ветры вдоль северного побережья острова. Максимальная скорость ветра в Тайбэе достигала 110 км/ч. Порывы ветра со скоростью до 130 км / ч нанесли значительный ущерб Тайваню: 17 домов были разрушены и ещё 42 повреждены. Меньший остров, расположенный ближе к шторму, сообщил о максимальной скорости порыва ветра 226 км / ч. Проливные дожди, как правило, ограничивались северными районами острова, достигая пика 405 мм. Три человека были убиты во время прохода Коры, ещё семнадцать получили ранения. Кроме того, было эвакуировано 5000 человек. Ущерб составил 4,2 миллиона тайваньских долларов. Нанеся удар по китайской провинции Фуцзянь, вслед за тайфуном Алиса, Кора усугубил ущерб в регионе. Имущественный ущерб был огромным: было разрушено более 21 000 домов и ещё почти 63 000 повреждено. По оценкам, ураган серьёзно затронул 265 000 человек. Всего во время урагана погибло 269 человек, ещё 2918 получили ранения; 52 человека также числятся пропавшими без вести. Сильное наводнение произошло в результате дождей Алисы и Коры, повредивших 190 000 гектаров посевов, что привело к потере 195 000 кг производства продуктов питания.
Японское метеорологическое агентство назвало тайфун 2-м тайфуном Мияко.